# Alessandro Sforza
Alessandro Sforza (Cotignola, 21 de octubre de 1409 - Pesaro, 3 de abril de 1473) fue un condottiero y noble italiano que ejerció como señor de Pésaro y Gradara, el primero de la línea Pésaro de la familia Sforza.

## Biografía
Alessandro nació en Cotignola en 1409, siendo hijo ilegítimo del famoso condottiero Muzio Attendolo Sforza.
Alessandro colaboró activamente con su hermano Francisco en su campaña militar, y con él conquistó Milán, Alessandria y Pésaro. En 1435, en Fiordimonte, ganó la batalla en la que cayó muerto el desenfrenado Niccolò Fortebraccio.
En 1444 obtuvo el señorío de Pésaro de Galeazzo Malatesta. Aquí amplió el palacio ducal para adaptarlo a los estándares del Renacimiento.
En 1445 en Asís mandó a las tropas asediadas por el condottiero del papa Eugenio IV, Francesco Piccinino. Se vio obligado a abandonar la ciudad.
Durante las guerras de Lombardía en apoyo de Francisco, presidió Parma y, en febrero de 1446, se proclamó señor de la ciudad. Después de la conquista de Francisco del ducado de Milán, la paz de Lodi (1454) lo confirmó como señor de Parma.
En 1464 obtuvo del papa Pío II el señorío de Gradara, que defendió de los intentos de reconquista de la Casa de Malatesta.
Murió en 1473 de un ataque de apoplejía. Su hijo Costanzo lo sucedió en el señorío de Pésaro.

## Matrimonios y descendencia
Se casó con Costanza da Varano, hija de Pietro Gentile I da Varano, el 8 de diciembre de 1444, con la que tuvo dos hijos: Battista Sforza, quien se convirtió en la esposa de Federico da Montefeltro, y Costanzo I Sforza. Costanza falleció en el parto de Costanzo.
Al año siguiente se casó con Sveva da Montefeltro (1434-1478), hija de Guidantonio da Montefeltro, conde de Urbino. En 1457, temiendo una posible conjura de la familia Malatesta para recuperar el señorío de Pésaro, la obligó a profesar como monja en un monasterio de la ciudad.
Alessandro también tuvo dos hijas ilegítimas: Ginevra (c. 1440-1507), conocida como mecenas de las artes visuales y literarias. Se casó con el signore de Bolonia Sante Bentivoglio en 1454 y, después de su muerte, con su sucesor Giovanni II Bentivoglio. Su otra hija natural fue Antonia (c. 1445-1500), casada en 1460 con el conde Ottavio Martinengo delle Palle (muerto hacia 1485)